# Шпилька (поворот)

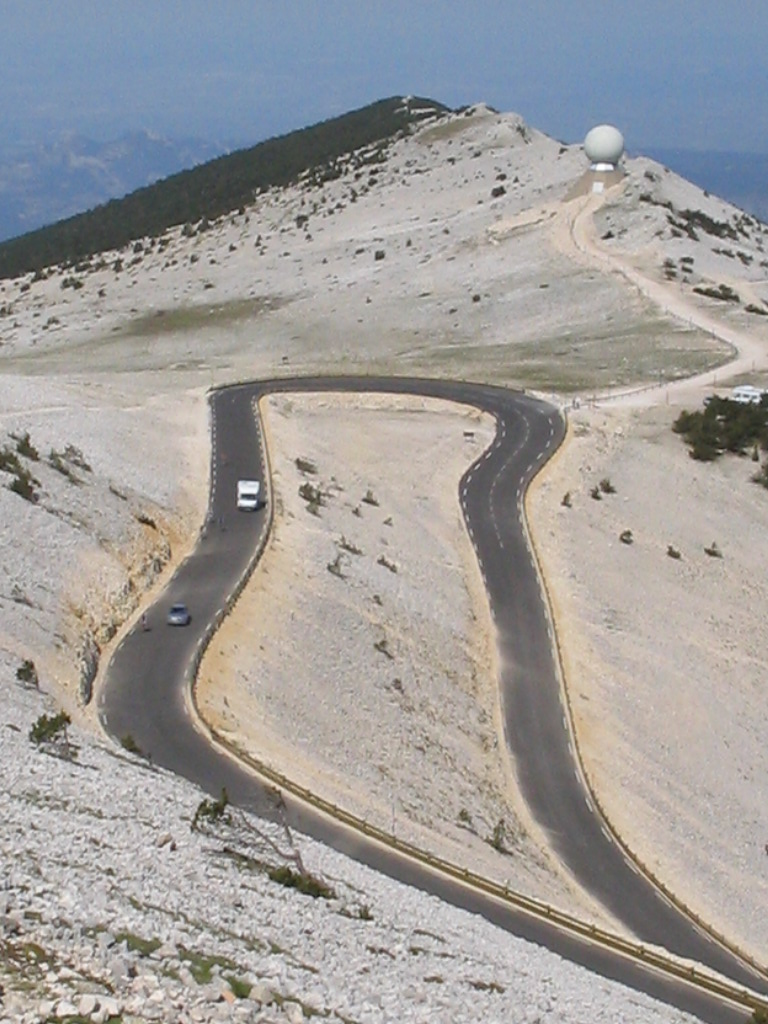
Шпилька на горі Мон-Ванту у Франції

Шпилька — тип повороту в автоспорті, коли після довгої прямої на короткій ділянці траси спортивні автомобілі різко повертають на 180 або трохи менше градусів, і після якого також слідує пряма частина траси. Такий тип поворотів передбачає сильне гальмування перед ним і проходиться на низьких швидкостях.
Цей тип поворотів зустрічається найчастіше на автогонках з дуже високими швидкостями, оскільки тоді глядачам цікаво спостерігати процес гальмування автомобіля після довгої прямої. Особливо часто даний поворот зустрічається на трасах Формули-1.